# Leerlauf
Leerlauf bezeichnet in der Technik den Betrieb einer Anlage oder einer Maschine, ohne dass diese die Arbeit verrichtet, für die sie vorgesehen ist. Häufig benötigen Anlagen eine gewisse Anlaufzeit, bis alle Parameter die gewünschten Werte (z. B. Temperatur, auch Betriebstemperatur genannt) erreichen.

## Grundlagen
Da das Anfahren häufig viel Energie verschlingt und auch den Verschleiß erhöht, ist es unter bestimmten Umständen wirtschaftlicher, Anlagen auch ohne Belastung laufen zu lassen als sie gänzlich abzuschalten und später erneut hochzufahren. Die Vermeidung von unnötigem Leerlauf birgt jedoch Potential zur Energieeinsparung und zur Lärmvermeidung.

## Verbrennungsmotoren
Verbrennungsmotoren kommen unter einer minimalen Drehzahl der Kurbelwelle zum Stillstand. Diese Drehzahl liegt bei den meisten Motoren von Kraftfahrzeugen zwischen 700 min−1 und 900 min−1. Damit der Motor die Drehzahl hält, wird ihm im Leerlauf eine geringe Menge Kraftstoff-Luft-Gemisch (herkömmlicher Ottomotor) bzw. Kraftstoff (Dieselmotor) das sogenannte Standgas, zugeführt. Einige Fahrzeugarten, z. B. Pkw mit Automatikgetriebe und kleine Motorboote, können mit eingekuppeltem Motor im Standgasmodus geringe Fahrt aufnehmen (was dann nicht mehr Leerlauf ist). Bei Saugrohreinspritzung kommt dazu ein gesonderter Drehzahlsteller zum Einsatz. Vergaser sind mit einer separaten Leerlaufdüse ausgestattet. Meist wird die Leerlaufdrehzahl etwas höher als unbedingt notwendig eingestellt, damit geringere Vibrationen auftreten und ein plötzlicher Wechsel in den Lastbetrieb nicht zum Ausgehen des Motors führt. Bei einigen Fahrzeugen, etwa Schleppern, Mähdreschern und einigen Pkw (wie dem Mercedes-Benz W 120) kann die Leerlaufdrehzahl mit einem Standgashebel stufenlos eingestellt werden.
Der Verbrauch von Kraftstoff im Leerlauf (bei stehendem Fahrzeug) ist der Leerverbrauch. Er beträgt bei Pkw-Motoren zwischen 0,8 und 1,5 Liter pro Stunde.

## Abschaltung
Bei auf niedrigsten Kraftstoffverbrauch optimierten Automobilen wird mit Hilfe eines sogenannten Start-Stopp-Systems der Motor nicht im Leerlauf betrieben, sondern automatisch abgeschaltet, sobald seine Leistung nicht benötigt wird. Wenn das Kupplungs- oder Gaspedal dann niedergetreten oder bei automatischen Getrieben die Bremse gelöst wird, wird der Motor automatisch wieder gestartet. Größter Nachteil dieser Möglichkeit, Kraftstoff zu sparen, ist allerdings ein größerer Verschleiß, der sich im Motor besonders bei der Kurbelwelle bemerkbar macht. Grund dafür ist ihre nahezu verschleißfreie Lagerung in hydrodynamischen Gleitlagern, die jedoch Öldruck und die Bewegung der Wellen erfordert, wodurch bei jedem neuen Anfahren erhöhter Abrieb durch Mischreibung erfolgt.
Kraftfahrzeuge mit Start-Stopp-Automatik benötigen einen standfesteren Anlasser und eine größer dimensionierte Autobatterie (AGM-Starterbatterie), die für die häufigen Anlassvorgänge ausgelegt sind. Das erhöht die Herstellungs- und Wartungskosten des Fahrzeuges.

## Metaphorische Bedeutung in der Ethologie
In Anlehnung an die technische Bedeutung hat der Ethologe Konrad Lorenz in den 1930er-Jahren die Metapher Leerlaufhandlung in die Verhaltensbiologie eingeführt. Sie bezeichnet innerhalb der von ihm vertretenen Instinkttheorie jene Instinktbewegungen, die von einem angeborenen Auslösemechanismus in Gang gesetzt wurden, ohne dass der Beobachter einen auslösenden Schlüsselreiz nachweisen konnte.